# 1998 XA90
1998 XA90 är en asteroid i huvudbältet som upptäcktes den 15 december 1998 av LINEAR i Socorro County, New Mexico.
Den tillhör asteroidgruppen Eunomia.